# Dragsbron
Dragsbron är en gångbro över Motala ström i centrala Norrköping. Den går mellan stadsdelarna Berget och Nordantill.  
I Motala ström i Norrköping har det länge funnits dammkonstruktioner, som också fungerat som brostöd. Fram till 1945 byggdes tre interna broar mellan industrierna på de båda sidorna av älven. Dragsbron byggdes om 1989 och öppnades för allmänheten dagtid.
Den tidigare bron byttes ut efter 80 år och ersattes med en ny svartmålad fackverksstålbro 2023. Denna är öppen dygnet runt. Räcket har inbyggd belysning av brobanan.
Dragsbron har sitt namn efter ylleväveriet Drags fabriker. Det hade i sin tur namn efter Drag, som syftade på att båtarna drogs förbi forsarna i där.